# Evair
Evair Aparecido Paulino, född 21 februari 1965, är en brasiliansk tidigare fotbollsspelare.
Evair spelade 9 landskamper för det brasilianska landslaget.